# Mia állomás
Mia állomás a szöuli metró 4-es vonalának állomása, mely Szöul Kangbuk-ku (Gangbuk-gu) kerületében található.

## Viszonylatok
| 4-es vonal                             | 4-es vonal                | 4-es vonal                                          |
| -------------------------------------- | ------------------------- | --------------------------------------------------- |
| Szuju (Suyu) Tanggoge (Danggogae) felé | személy- és expresszvonat | Miaszagori (Miasageori) Anszan (Ansan) és Oido felé |